# Лоу, Робсон
Джон Гарри Робсон Лоу (7 января 1905, Лондон — 19 августа 1997, Борнмут), «Робби» для друзей, — английский профессиональный филателист, филателистический дилер и аукционист почтовых марок.

## Жизнь и карьера
Филателисты считают Робсона Лоу отцом истории почты, он опубликовал множество основополагающих работ на эту тему и ввёл этот термин в своей первой крупной книге англ. «Handstruck Postage Stamps of the Empire 1680—1900» («Резиновые почтовые штемпели Империи 1680—1900 гг.») в 1948 году. В 1970 году Клуб коллекционеров Нью-Йорка наградил его медалью Лихтенштейна.
Он начал свою филателистическую карьеру в фирме Fox & Co. в 1926 году, а затем в 1926 году основал свою собственную фирму Robson Lowe Ltd. на Риджент-стрит в Лондоне. Он переехал в дом 50 на ул. Пэл-Мэл в 1940 году и с 1945 года руководил аукционным бизнесом в Борнмуте. По состоянию здоровья он не смог служить в армии во время Второй мировой войны. Лоу отказался подписать Список выдающихся филателистов из-за отказа организаторов удалить имя южноафриканца Адриана Альберта Юргенса, которого он считал фальсификатором почтовых марок.
Лоу был яркой личностью и в некотором роде хорошим рассказчиком. Согласно одному сообщению, играя в карты в Южной Африке и, возможно, после нескольких рюмок, он выиграл ферму по выращиванию апельсинов, но впоследствии смог обменять ее на коллекцию почтовых марок.
Лоу был не только пионером в области истории почты, но и одним из первых, кто осознал потенциал коллекционирования фискальных марок, которыми долгое время пренебрегали. В 1990 году он стал первым президентом Общества коллекционеров фискальных марок (Revenue Society).

## Публикации

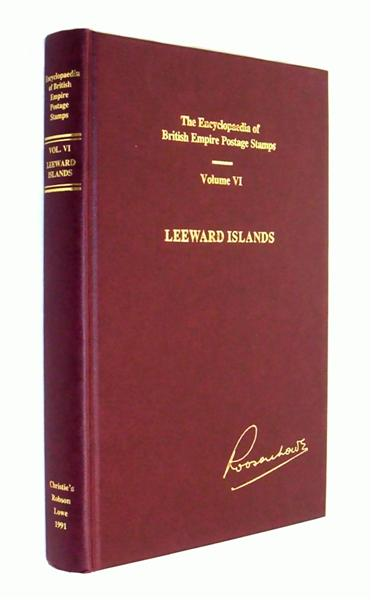
Том VI «Энциклопедии почтовых марок Британской империи» Р. Лоу, Подветренные острова, с его фирменной подписью на обложке.

Робсон Лоу отвечал за публикацию многих ключевых произведений филателистической литературы. Трудом всей его жизни была «Энциклопедия почтовых марок Британской империи» (The Encyclopaedia of British Empire Postage Stamps), которую он так и не закончил, но которая служит памятником трудам его жизни. Энциклопедия была основана на более ранней серии «Regent». В 1974 году он был награждён медалью Кроуфорда за пятый том «Энциклопедии почтовых марок Британской империи», а в 1991 году он стал первым филателистическим дилером, признанным почётным членом Королевского филателистического общества Лондона.
- The Encyclopaedia of British Empire Postage Stamps. — London: Robson Lowe:
  - Vol. 1, Great Britain and the Empire in Europe, 1948. (Second edition 1952; 456p.)
  - Vol. 2, The Empire In Africa, 1949.
  - Vol. 3, The Empire in Asia, 1951.
  - Vol. 4, The Empire in Australasia, 1962. (Supplement 1976)
  - Vol. 5, North America, 1973. (One volume ordinary edition and two volume deluxe edition)
  - Vol. 6, Leeward Islands. — London: Christie’s Robson Lowe, 1991. — 293 p. ISBN 0-85397-437-3
- The Regent Catalogue of Empire Postage Stamps. — London: Robson Lowe, 1932-49.
- The Regent Encyclopaedia of Empire Postage Stamps. — London: Halcyon Book Company Ltd., 1935. — 240 p.
- The Romance of the Empire Posts. — London: Robson Lowe Ltd., 193?. — 9 p.
- The Bishop Mark. — London: Robson Lowe, 1937. — 20 p.
- Handstruck Postage Stamps of the Empire 1680—1900. — London: Herbert Joseph Ltd., 1937. — 246 p. (Second edition 1938, 310p.) (Third edition 1940, 330p. with a 1943 supplement)
- The Handstruck Postage Stamps of 1840. — London: Robson Lowe, 1938. — 16 p.
- Masterpieces of Engraving on Postage Stamps, 1840—1940. — London: The Postal History Society, 1943. — 96 p.
- The Systematic Study of Postal History: A paper read at the Society’s meeting, 3 April 1946. — Edinburgh: R. Stewart, 1946. — 4 p.
- How Rare Stamps and Collections are sold. — London: Robson Lowe, 1947. — 15 p.
- The Codrington Correspondence, 1743—1851: being a study of a recently discovered dossier of letters from the West Indian islands of Antigua and Barbuda, mostly addressed to the Codringtons of Dodington with especial reference to the history of those adventurous times and the hitherto unrecorded postal history of the Antiguan mail. — London: Robson Lowe, 1951. — 112 p.
- The Work of Jean de Sperati. — London: British Philatelic Association, 1955-56. — 214 p. with 143 plates.
- The Colonial Posts in the United States of America, 1606—1783. — Co-Author: Kay Horowicz. — London: Robson Lowe, 1967. — 52 p.
- British Postage Stamps of the 19th Century. — London: National Postal Museum, 1st ed. 1968, 2nd ed. 1979.
- The Kings of Egypt and Their Stamps 1860—1960: from a collection based on the study formed by the late A S Mackenzie-Low. — London: Robson Lowe, 1969. — 40 p.
- The Harrisons of Waterlows: A record of the engravers T.S. Harrison and his son Ronald when employed by Waterlow Brows. and Layton Ltd. of London, 1897—1912: Also essays for the postage stamps of the Australian Commonwealth made by Ronald G. Harrison. — London: Robson Lowe, 1970. — 12 p.
- 1922 Ireland 1972. — Printed by Woods of Perth, 1972. — 12p.
- Brunei 1895 Star and Crescent Issue: the history and a plating study. — s.l.: Robson Lowe, 1973.
- Transvaal, 1878—1880. — s.l.: R. Lowe, 1973.
- The Uganda Missionaries. — London: Robson Lowe, 1974. — 8 p.
- The De La Rue Key Plates: based on the notes of James Ronald Whitfield. — London: R. Lowe, 1979. — 8 p. ISBN 0-85397-079-3
- Indian Field Post Offices 1903-04: the Aden-Yemeni Boundary Commission, the Somaliland Field Force. — London: R. Lowe, 1979. — 8 p. ISBN 0-85397-107-2
- The Gee-Ma Forgeries: China 1897—1949: with border areas, Manchuria, Taiwan and Yunnan; Japanese occupation of Brunei, Burma, China, Malaya; Great Britain and 24 possessions; cancellations of China & Tibet, 325 forgeries and 17 cancellations illustrated. — London: Robson Lowe, 1980. — 10 p. ISBN 0-85397-106-4 Forged overprints and cancellations of China, Japanese Occupation, Great Britain and Tibet.
- Newspaper Postage Stamps: The De La Rue Dies 1860—1870. — London: Pall Mall Stamp Co. for Robson Lowe, 1980. — 8p. ISBN 0-85397-184-6
- From China and Tibet: A commentary on letters written by missionaries working in the interior. 1844—1865. — London: Pall Mall Stamp Co. for Robson Lowe, 1981. — 20 p. ISBN 0-85397-240-0
- The Oswald Schroeder Forgeries. — London: Pall Mall Stamp Co. for Robson Lowe, 1981. — 16 p. ISBN 0-85397-183-8 A study of this little known forger.
- Iraq: The Influence of Bradbury, Wilkinson & Co. Ltd. on the postage, official and revenue stamps. — London: R. Lowe, 1984. — 21 p. ISBN 0-85397-383-0
- The Die Proofs of Waterlow & Sons: Pt.1, Great Britain & the Empire to 1960. — Co-Author: Colin Fraser. — London: Christie’s Robson Lowe, c. 1985. — 120 p. ISBN 0-85397-417-9
- The De La Rue Punch Book. — London: The Royal Philatelic Society, 1987. — 23 p.
- The Knights of Malta, The Lazara Correspondence. — London: Pall Mall Stamp Co., 1987. — 32 p. ISBN 0-85397-425-X (1789—1797 period, the French Revolution).
- The Inland Posts (1392—1672). — London: Christie’s Robson Lowe, 1987. — 333 p.
- Historical Letters to Gratious Street, London 1570—1601. — London: Christie’s Robson Lowe, 1988. — 40p.
- The Watson Postcards. — London: Pall Mall Stamps for Christies Robson Lowe, 1990. — 24 p. ISBN 0-85397-433-0
- The Oneglia Engraved Forgeries Commonly Attributed to Angelo Panelli. Co-Author: Carl Walske. Limassol: James Bendon, 1996 ISBN 9963-579-73-6, 100p.
- The Work of Jean de Sperati II: including previously unlisted forgeries. — Co-Author: Carl Walske. — London: Royal Philatelic Society, 2001. — 218 p. ISBN 0-900631-51-1